# کره جنوبی
کره جنوبی با نام رسمی جمهوری کره (به کره‌ای: 대한민국) کشوری در بخش جنوبی شبه‌جزیره کره در شرق آسیا هست. پایتخت آن شهر سئول است و تنها با کره شمالی مرز خاکی دارد.
سئول که یک شهر نوین و صنعتی و یکی از بزرگ‌ترین شهرهای دنیا و بزرگ‌ترین شهر کره جنوبی است در سال ۱۹۴۸ میلادی پایتخت کره جنوبی شده است. جمعیت این شهر بیش از ۱۰ میلیون نفر می‌باشد. شهرهای بوسان، دئگو و اینچئون از دیگر شهرهای مهم این کشور هستند.
این کشور، با قوانینی که برابری اقتصادی و فرصت‌های برابر برای تمام مردم را تضمین می‌کند، میزبان شرکت‌های بزرگ و بین‌المللی است که اقتصاد آن را توانمند می‌کند.
به دلیل تنش پیوسته با کره شمالی، کره جنوبی ۲٫۶٪ از تولید ناخالص داخلی کشور را به نگهداری و بهبود ارتش خود اختصاص می‌دهد و ارتش این کشور، در رده‌های برتر قدرت نظامی جهان جای دارد.
تاریخ کره از پارینه‌سنگی زیرین آغاز می‌شود و با چوسان و دوران باستان نمایان می‌شود. کره جنوبی در زمان سه قلمرو گوگوریو، باکجه و شیلا شکل گرفته است. و بعد از قرن‌ها به کشور کره جنوبی تبدیل شده است. حدود ۱۹۷۹ میلادی، این کشور درگیر تنش‌های سیاسی و اقتصادی فراوانی بود و پس از این سال، تغییرات کم‌کم پدید آمده‌اند.
کره جنوبی کشوری توسعه یافته و دوازدهمین اقتصاد بزرگ جهان با تولید ناخالص داخلی اسمی می‌باشد. شهروندان این کشور یکی از تندترین سرعت اتصال به اینترنت در جهان و یکی از متراکم‌ترین شبکه راه‌آهن پرسرعت برخوردار هستند. همچنین کره جنوبی در خیلی از زمینه‌های فناوری و نوآوری‌محور، پیشرو است. از سده بیست و یکم، آوازه کره جنوبی به دلیل داشتن موسیقی پاپ جهانی، به ویژه در سبک پاپ کره‌ای (کی-پاپ)، درام‌های تلویزیونی و سینما و دیگر رسانه‌ها (کی-دراما)، در جهان، پیچیده است.

## نام‌شناسی
ریشه نام کشور کُره، برگرفته از دوران گوگوریو بود که در قرن پنجم میلادی، پادشاه جانگسو نام گوگوریو را به گوریو (Koryö=Korea) تغییر داد. ته‌جو وانگ گون نیز پس از اتحاد سه پادشاهی، در ۹۱۸ میلادی نام گوریو را برگزید.

## تاریخ

### پیدایش
تاریخ کره به عصر برنز بر می‌گردد. در سال ۱۹۴ پیش از میلاد یک سردار فراری چینی به نام ویمن قدرت را در این منطقه به دست گرفته است؛ ولی چندی نینجامیده است که دودمان هان در چین، حکومت وی را سرنگون ساخت و کره جزئی از امپراتوری چین شد. کره در ۱۰۸ پیش از میلاد به چهار مستعمره مجزای چین تقسیم شده است.

### دولت‌های سلطنتی و رواج آیین بودا
تا پیش از سال صدم میلادی سه دولت سلطنتی در شبه جزیره کره تشکیل یافتند که عبارت بودند از: امپراتوری گوگوریو، پادشاهی بکجه، پادشاهی شیلا  و کنفدراسیون گایا. در همین برهه سه پادشاهی کره که بخش باستان از تاریخ آن است آئین بودائی رواج یافت. پس از اینکه دولت شیلا موفق شد بخاطر حمله ارتش تانگ از کشور چین بر بکجه و گوگوریو(فقط تا رود ته‌دونگ)که بخش کوچکی از شمال کره می‌شود نه کل آن، مسلط گردد،بدین ترتیب دوران سه پادشاهی قدیم تمام شد،پس از آن گوریو به رهبری ته‌جو وانگ گان موفق می‌شود کره را به اتحاد واقعی سه پادشاهی برساند بدون آنکه از خارجی ها طلب کند و زیر بار استعمار روند.و از این پس ملت کره تا زمان اشغال ژاپن فقط تحت حکومت گوریو و چوسان درآمد.

### دودمان گوریو وحمله مغول‌ها
در سال ۹۱۸ میلادی فرمانروایی به نام تجو وانگ گان توانست حکومت واحدی را در شبه جزیره کره تشکیل دهد و نامش را به تبعیت از گوگوریو، گوریو گذاشت (چون خاندان «گو» از نسل پادشاه جومونگ بنیان‌گذار گوگوریو حاکم نبود و ملت کره به قصد احیای گوگوریو قیام کرده بود، نظریهٔ دیگری از مورخان می‌گوید نام گوگوریو از اواسط حیات آن تا پایان به گوریو تغییر یافته و این عیناً همان است. نام «کره» از گوریو می‌باشد).
از اواخر قرن دهم تا اوایل قرن یازدهم چهار بار جنگ بزرگی بین گوریو و خیتان رخ داد، باوجود شکستهای اولیه و آتش زدن پایتخت اما درنهایت گوریو آنان را شکست داد و بیرون کرد. حکومت گوریو تا سال ۱۳۹۲ به طول انجامید؛ در طول قرن سیزدهم میلادی قوم مغول همزمان با دهه‌ها جنگ سخت و صلح، کشور را تصرف کرد و به دنبال آن آئین کنفوسیوس در کره رواج یافت و کم‌کم جای آئین بودا را گرفت. در سال ۱۲۶۰ حکومت مغولان پایان یافت و حکومت گوریو دوباره برقرار شد اما یوان که از همان مغولان سابق بودند تا یک قرن دیگر بر امور گوریو اعمال قدرت و دخالت می‌کردند تا نابودی یوان توسط مینگ؛ زمامداری قریب به پانصدساله گوریو بر کره، اکثر تاریخ میانهٔ آن را در کنار اوایل حکومت چوسان تشکیل می‌دهد.

### دربارهٔپادشاهی چوسان
پیروان دین کنفوسیوس به تدریج در دستگاه‌های دولتی راه یافتند و سرانجام در سال ۱۳۹۲ میلادی به ریاست ارتشبد تائجو چوسان (سونگ لی) به حکومت گوریو پایان دادند و از این زمان پادشاهی چوسان تا سال ۱۸۹۷ کنترل کشور را در دست گرفت. ۲۶ پادشاه در طی حکومت این سلسله به قدرت رسیده‌اند و پایتخت آنان شهر هان‌یانگ (سئول امروزی) بود.
در قرون پانزدهم و شانزدهم کره از نظر علمی و فرهنگی به پیشرفت‌های شایانی رسید. در زمان حکومت این امپراتوری آئین کنفوسیوس رسمیت یافت.

#### حملات دیگر کشورها
در سال ۱۵۹۲ ژاپنی‌ها به کره لشکرکشی کردند ولی حکومت با کمک چینی‌ها حمله آنان را دفع کرد. در اوایل سده هفدهم کره تابع دولت چین شد ولی چنان از رابطه با دیگر کشورهای خارجی ابا داشت که به کشور (پادشاهی) منزوی معروف شده است.
در سده نوزدهم استثمار مردم توسط اشراف شدت گرفت. از نیمه دوم همان سده علاقه کشور ژاپن به این سرزمین جلب شد. در سال ۱۸۷۶ سرانجام بندرهای کره بر روی کشتی‌های تجارتی خارجی گشوده شد. این امر با انعقاد یا معاهده تجاری اجباری با ژاپن صورت گرفت و کمی بعد آمریکا و کشورهای اروپایی وارد داد و ستد با کره شدند. این عمل نهایتاً منجر به دخالت دولت خارجی در امور داخلی کره شد.

### دوران حکومت ژاپن

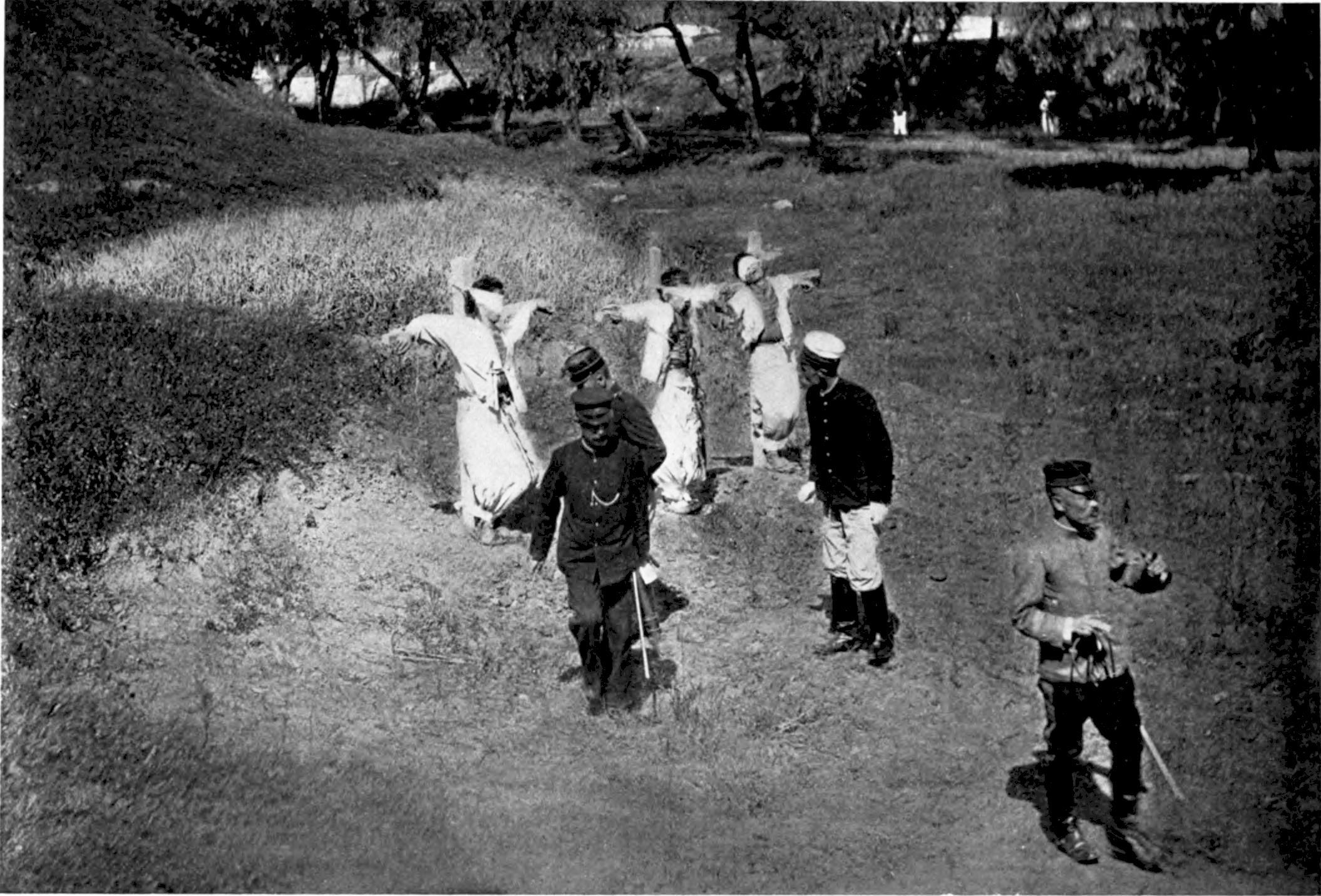
تیرباران سه کره‌ای به خاطر تخریب راه‌آهن در واکنش به تعرض ژاپنی‌ها به کشورشان بدون پرداخت هزینه به مردم محلی

پس از پیروزی‌های ژاپن در نخستین جنگ با دودمان چینگ در چین (۱۸۹۴ تا ۱۸۹۵) (بخشی از نخستین جنگ چین و ژاپن) و جنگ با امپراتوری روسیه (۱۹۰۴ تا ۱۹۰۵) (بخشی از جنگ روسیه و ژاپن) کره به کلی تحت استیلای ژاپن قرار گرفت. حتی بین ۱۸۸۹ تا ۱۹۱۰ حکومتی به نام امپراطوری کره با نفوذ امپراتوری روسیه در این کشور پدید آمد. گوجونگ کره امپراتور کره خواست با اعزام هیئتی به دیوان بین‌المللی دادگستری در لاهه، کشور خود را از زیر نفوذ کشور ژاپن بیرون بیاورد؛ ولی با کشف این موضوع مجبور به استعفا شد و پسرش سانجونگ کره آخرین امپراتور دودمان یی به پادشاهی رسیده است.
در بین سال‌های ۱۹۰۵ تا ۱۹۱۰ میلادی مبارزه ضد حکومت ژاپنی‌ها ادامه داشت. در سال ۱۹۱۰ میلادی کشور کره رسماً به امپراتوری ژاپن ضمیمه شد. ژاپن صنایع جدید و ترابری ریلی را در آنجا احداث کرد اما این امر نتوانست جلوی آزادی‌طلبی کره‌ای‌ها را بگیرد.
در اوایل مارس ۱۹۱۹ میلادی به دنبال مرگ آخرین امپراتور کره، یک گردهمایی عظیم با شرکت ۲ میلیون تَن در سئول برگزار شد و طی آن کره‌ای‌ها خواستار استقلال شدند. در طی این گردهمایی برخوردهای خونینی میان قوای ژاپنی و مزدوران کره‌ای آن‌ها با اجتماع کنندگان صورت گرفته است که منجر به کشتن و زخمی شدن ۲۳۰۰۰ تن و دستگیری بیش از ۴۷۰۰۰ تن شد. در ماه آوریل همان سال رهبران استقلال‌طلبان، از جمله سینگمان ری آن چانگ هوو کیم کو دولت موقت کره را در شهر شانگهای چین تشکیل دادند. ژاپنی‌ها با نهایت قدرت استیلای خود را بر کره ادامه داده و سرمایه‌دارانش به غارت این سرزمین شدت بخشیده‌اند.

### جنگ جهانی دوم
در زمان جنگ دوم چین و ژاپن و جنگ جهانی دوم پایه‌های نفوذ ژاپن در کره به سستی گرائید. در ابتدای جنگ‌ها که شانگهای به تصرف ژاپن درآمد دولت موقت کره از آنجا متواری شد. در طی جنگ جهانی دوم، دولت‌های آمریکا، چین و بریتانیا به مردم کره وعده استقلال دادند. نیروهای استقلال طلب کره‌ای در سراسر چین پخش شدند و در سال ۱۹۴۲ میلادی به ژاپن اعلام جنگ دادند. این نیروها با نیروهای متفقین در کره همکاری کرده و تا زمان تسلیم ژاپن در سال ۱۹۴۵ میلادی به جنگ ادامه دادند.

### تقسیم کره
در پی جنگ جهانی دوم، سربازان شوروی و آمریکا به‌ترتیب، بخش‌های شمالی و جنوبی کشور را به کنترل خود درآوردند. در فوریه و ژانویه سال ۱۹۴۵ میلادی به ترتیب کنفرانس‌های بین‌المللی یالتا و پوتسدام تشکیل و کره به دو قسمت شمالی و جنوبی تقسیم شد. قسمت شمالی در تصرف شوروی و قسمت جنوبی در تصرف آمریکا بود. مدار ۳۸ درجه شمالی نیز تا زمان اتحاد مجدد به عنوان مرز دو کره تعیین شد؛ ولی همکاری دو دولت عملی نبود؛ زیرا در ناحیه شمال رهبری را کمونیست‌ها به عهده داشتند و در جنوب طرفداران غرب بر سر کار بودند. عاقبت در سال ۱۹۴۸ تقسیم کره به دو کشور صورت رسمی یافت و دو حکومت کره شمالی (جمهوری دمکراتیک خلق کره) و کره جنوبی (جمهوری کره) بر قرار شد. با وجود به رسمیت شناخته شدن اولیهٔ کرهٔ متحد در کنفرانس قاهره، خصومت فزایندهٔ جنگ سرد، سرانجام به تشکیل دو دولت جداگانه - با ایدئولوژی‌های مختص خود - و تقسیم کره به دو موجودیت سیاسی مجزا، منجر شد.
در شمال، یک پارتیزان ضد ژاپن و فعال سابق کمونیست به نام کیم ایل سونگ و در جنوب، یک رهبر سیاسی دست راستی و تبعیدی، به نام ایسونگمن ری به‌عنوان رئیس‌جمهوری به قدرت رسیدند.

### جنگ کره
در ۲۵ ژوئن سال ۱۹۵۰ کرهٔ شمالی با حمله به کرهٔ جنوبی، جنگ کره را آغاز کرد. سرانجام، پس از پیشرفت‌های بسیار از هر دو سو، جنگ به بن‌بست رسید. صلح موقت سال ۱۹۵۳ که هیچ‌گاه توسط کرهٔ جنوبی امضاء نشد، شبه‌جزیره را در امتداد منطقهٔ بی‌طرف در نزدیکی خط مرزی در حدود عرض جغرافیایی ۳۸ درجه به دو نیم تقسیم کرد. تاکنون هیچ معاهدهٔ صلحی امضاء نشده و دو کشور از دیدگاه حقوقی هنوز در جنگ هستند.

## سیاست
ساختار دولت در کره جنوبی همانند بسیاری از کشورهای دموکراتیک جهان توسط قانون اساسی این کشور تعیین می‌شود؛ گونهٔ حکومت این کشور جمهوری است. ساختار حکومتی کره جنوبی به سه قوه مجریه، قضائیه و مقننه تقسیم می‌شود؛ قوهٔ مقننه از یک مجلس ملی با ۲۳۱ عضو تشکیل شده است. قانون اساسی موجود در سال ۱۹۴۸ تدوین و در سال ۱۹۷۲ اصلاحاتی بر آن افزوده شده است.
احزاب مهم آن عبارت‌اند از: حزب جمهوری دموکراتیک (DRP) حزب دموکراتیک جدید و حزب دموکراتیک عدالت.
کرهٔ جنوبی در سال ۱۹۴۵ مستقل شده و روزهای ملی آن ۱ مارس و ۵ اوت است.
این کشور افزون بر عضویت در سازمان ملل متحد، در سازمان‌های زیر نیز عضویت دارد:
آدب، آسپاک (شورای آسیایی و اقیانوس کبیر)، سی سی دی (شورای همکاری گمرکی)، اسکاپ، فائو، گات، یااآ، ایکائو، بانک جهانی، ایفک، ایمکو، ایمف، ایتو، اونکتاد، یونسکو، یوپو، وهو، ومو.
کره جنوبی با کسب امتیاز ۵۷ از ۱۰۰ در رتبه ۴۵ شاخص درک فساد (۹اُمین در منطقه آسیا و اقیانوسیه) قرار دارد.

## نیروی نظامی
تنش پیوسته با کره شمالی بانی آن شده است که کره جنوبی ۲٫۶٪ از تولید ناخالص داخلی کشور و ۱۵٪ از همهٔ هزینه‌های دولت را به نگهداری و بهبود ارتش خود اختصاص دهد؛ بنابراین، کره جنوبی توانسته است هفتمین نیروهای فعال بزرگ جهان (۵۹۹٬۰۰۰ در سال ۲۰۱۸ م)، بیشترین شمار نیروهای ذخیره جهان (۳٬۱۰۰٬۰۰۰ در سال ۲۰۱۸ م) را داشته باشد؛ بدون آنکه بخش بزرگی از منابع خود را، صرف آن کند. ارتش کره جنوبی از سال ۲۰۲۰ م، به عنوان ششمین نیروی نظامی قدرتمند جهان، در رتبه‌بندی جهانی، شناخته شده است. نیروی هوایی جمهوری کره و نیروی دریایی جمهوری کره همواره به عنوان بازوهای مدرن و قدرتمند نیروی نظامی این کشور، شناخته می‌شوند. این کشور همچنین دارای صنایع نظامی پیشرفته‌ای است که توان ساخت و طراحی انواع خودروی زرهی، تانک، نفربر، هواپیما، جنگنده و ناو و کشتی‌های جنگی را دارد.

## جغرافیا

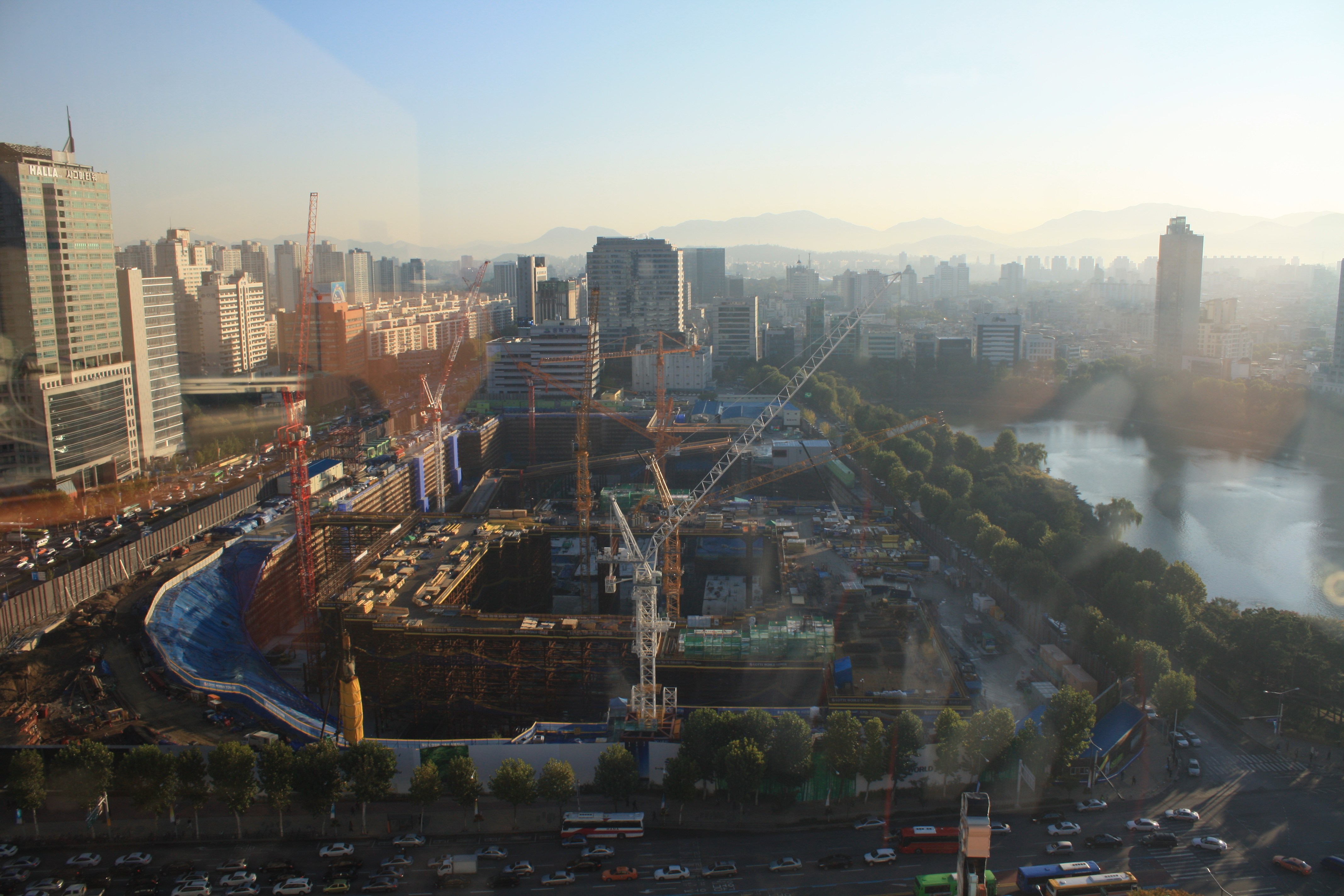
ساخت آسمان‌خراش‌ها در کره جنوبی، رایج و با معماری نوین صورت می‌گیرد که نشانی از اقتصاد پویای آن است.

کرهٔ جنوبی با ۱۰۰٬۲۲۲ کیلومتر مربع وسعت (صد و سومین کشور جهان) در نیمکرهٔ شمالی، نیمکرهٔ شرقی، در شرق قارهٔ آسیا، در کنار دریای زرد (در غرب) و ژاپن (در شرق) و چین شرقی (در جنوب)، و در همسایگی کشور کرهٔ شمالی (در شمال) واقع شده است.
کرهٔ جنوبی بخش جنوبی شبه‌جزیرهٔ کره را در بر می‌گیرد، که تقریباً ۱۱۰۰ کیلومتر طول دارد. این شبه‌جزیرهٔ کوهستانی از غرب در کنار دریای زرد و از شرق در مجاورت دریای ژاپن (دریای شرق) قرار دارد. در جنوب این شبه‌جزیره، تنگهٔ کره و دریای جنوب چین واقع شده‌اند.
کرهٔ جنوبی کشوری نیمه کوهستانی است و ارتفاعات آن عمدتاً در نواحی مرکزی و شمال شرقی واقع شده‌اند (از جمله کوه‌های تیسماک). جلگه‌ها در آن وسعت فراوانی دارند و مهم‌ترین رودهای آن عبارت‌اند از: هان، ناک‌دونگ، گئوم، بوک‌هان و نام‌هان. این کشور دارای جزیره‌های فراوانی است و جنگل‌ها در آن وسعت زیادی دارند. آب و هوای آن گرم و مرطوب و پرباران است.
پایتخت این کشور، شهر سئول (۱۰٬۳۴۹٬۰۰۰ نفر در سال ۲۰۲۰) است و پرجمعیت‌ترین شهرهای آن عبارت‌اند از بوسان (۳٬۶۷۹٬۰۰۰ نفر)، دائگو (۲٬۵۶۶٬۰۰۰ نفر)، اینچئون (۲٬۶۲۸٬۰۰۰ نفر) و گوانگجو (۱٬۴۱۶٬۰۰۰نفر).
بندرهای مهم کرهٔ جنوبی عبارت‌اند از: بوسان در ساحل دریای ژاپن و اینچئون در ساحل دریای زرد.
کل مساحت کشور، ۱۰۰٬۲۱۰ کیلومتر مربع است. کرهٔ جنوبی را می‌توان به چهار منطقهٔ کلّی تقسیم کرد: منطقهٔ شرقی که دارای رشته‌کوه‌های مرتفع و ساحل مسطح است، منطقهٔ غربی با ساحل سطح و وسیع که حوزهٔ آبگیر رودخانه‌ها است و دارای تپه‌های دوار می‌باشد، منطقهٔ جنوب غربی با کوه‌ها و دره‌ها، و منطقهٔ شمال شرقی که حوزهٔ وسیع رودخانهٔ ناک‌دونگ است.
نوع زمین در کرهٔ جنوبی بیشتر کوهستانی است که بیشتر آن قابل کشت نمی‌باشد. زمین‌های پست عمدتاً در غرب و جنوب شرقی این کشور واقع شده‌اند و تقریباً ۳۰ درصد از کل مساحت کشور را تشکیل می‌دهند. تقریباً سه هزار جزیره که بیشتر آن‌ها کوچک و غیر مسکونی‌اند در سواحل غربی و جنوبی این کشور واقع شده‌اند. استان Jeju تقریباً در ۱۰۰ کیلومتری جنوب ساحل کره قرار دارد که بزرگ‌ترین جزیرهٔ این کشور می‌باشد و که مساحت آن ۸۴۵٫۱ کیلومتر مربع است. استان Jeju همچنین مکان قرارگیری مرتفع‌ترین نقطهٔ کرهٔ جنوبی، Hallasa می‌باشد که دارای ارتفاع ۱۹۵۰ متر از سطح دریا است.
جزایر Liancourt Rocks و Vlleungdo شرقی‌ترین و Socotra Rock جنوبی‌ترین جزایر کرهٔ جنوبی می‌باشند.
کرهٔ جنوبی دارای ۲۰ پارک ملی و چندین مکان طبیعی ملی مانند Boseon و همچنین پارک اکولوژیکی خلیج Sun cjeon دراستان Jeohha جنوبی است.

### تقسیمات کشوری
بر اساس آخرین تقسیمات کشوری، کرهٔ جنوبی از ۹ استان و ۲ شهر ویژه تشکیل گردیده که زیر نظر فرماندار انتصابی دولت مرکزی اداره می‌شوند و مشخصات آن‌ها به شرح زیر است:
| شماره | نام                | نوع               | مساحت (کیلومتر مربع) | جمعیت      | مرکز    |
| ۱     | سئول               | شهر ویژه          | ۶۱۴                  | ۹,۸۳۰,۴۵۲  |         |
| ۲     | بوسان              | کلان‌شهر           | ۳۷۳                  | ۳,۴۶۰,۷۰۷  |         |
| ۳     | ته‌گو               | کلان‌شهر           |                      | ۲,۴۷۱,۱۳۶  |         |
| ۴     | اینچئون            | کلان‌شهر           |                      | ۲,۹۵۲,۴۷۶  |         |
| ۵     | گوانگجو            | کلان‌شهر           |                      | ۱,۴۶۰,۹۷۲  |         |
| ۶     | دائجون             | کلان‌شهر           |                      | ۱,۴۹۶,۱۲۳  |         |
| ۷     | اولسان             | کلان‌شهر           |                      | ۱,۱۶۱,۳۰۳  |         |
| ۸     | کیونگی             | ایالت             | ۱۰۹۶۰                | ۱۲,۹۴۱,۶۰۴ | سوون    |
| ۹     | کانگوون            | ایالت خودمختار    | ۱۶۷۱۴                | ۱,۵۴۵,۴۵۲  | چونچون  |
| ۱۰    | چونگچونگ شمالی     | ایالت             | ۷۴۳۶                 | ۱,۵۹۵,۱۶۴  | چونگجو  |
| ۱۱    | چونگچونگ جنوبی     | ایالت             | ۷۸۰۰                 | ۲,۱۲۰,۶۶۶  | تائجون  |
| ۱۲    | جولای شمالی        | ایالت             | ۸۰۵۰                 | ۱,۸۴۷,۰۸۹  | چونجو   |
| ۱۳    | جولای جنوبی        | ایالت             | ۱۲۰۶۰                | ۱,۸۹۰,۴۱۲  | موان    |
| ۱۴    | کیانگسانگ شمالی    | ایالت             | ۱۹۸۰۰                | ۲,۶۸۲,۸۹۷  | ته‌گو    |
| ۱۵    | جیونگسانگنام جنوبی | ایالت             | ۱۱۹۴۸                | ۳,۳۷۷,۱۲۶  | چانگ‌وون |
| ۱۶    | ججو                | ایالت خودمختار    | ۱۸۲۹                 | ۶۶۱,۵۱۱    | ججو     |
| ۱۷    | سه‌جونگ             | شهر ویژه خودمختار |                      | ۲۹۵,۰۴۱    |         |

## اقتصاد
کرهٔ جنوبی دومین رشد سریع اقتصادی دنیا در چهار دههٔ اخیر را دارا می‌باشد. در کرهٔ جنوبی، از سال ۱۹۶۳ و تنها در مدت ۴۰ سال، درآمد سرانه بر حسب قدرت خرید، نزدیک به ۱۴ برابر افزایش یافت. دست یافتن به نتیجه‌ای مشابه برای بریتانیا بیش از دو سده (بین اواخر سدهٔ هجدهم و زمان حاضر) و برای آمریکا در حدود یک و نیم سده (از سدهٔ ۱۸۶۰ تا کنون) زمان برد.
این پیشرفت قابل توجه که کرهٔ جنوبی را در کمتر از نیم سده بدل به کشوری پیشرفته و ثروتمند نمود، اغلب معجزهٔ رودخانهٔ هان نامیده می‌شود و در مجامع بین‌المللی، صفت «ببر آسیا» را برای این کشور به ارمغان آورده است.
در کره گسترش صادرات از طریق بازار آزاد انجام نگرفت بلکه با برنامه ریزی دولتی انجام شد. غالب اقتصاددانان ملی کردن بخش بانکی را به عنوان مهمترین عامل در معجزه اقتصادی کره مورد تاکید قرار داده اند. علاوه بر این دولت با کنترل نحوه تخصیص وام های بانکی به طور ضمنی از سپرده گذاران مالیات می گرفت و پول دریافت شده را برای سرمایه گذاری به طرف بخش های مورد توجه خود به جریان می انداخت. این نقش مداخله گرایانه دولت کره جنوبی را بانک جهانی در گزارش خود در سال ۱۹۸۹ مورد تصریح قرار داده است. 
امروزه اقتصاد موفق کرهٔ جنوبی الگویی برای بسیاری از کشورهای در حال توسعه است. کرهٔ جنوبی اکنون دارای اقتصاد توسعه‌یافتهٔ چندین هزار میلیارد دلاری است و یکی از اعضای سازمان همکاری اقتصادی و توسعه (OECD) می‌باشد و توسط بانک جهانی جزو اقتصادهای دارای درآمد زیاد، و از دیدگاه صندوق بین‌المللی پول و سیا به‌عنوان یکی از اقتصادهای پیشرفته طبقه‌بندی شده است. همچنین سئول، پایتخت این کشور، یکی از ده شهر برجستهٔ اقتصادی و مالی جهان است. کرهٔ جنوبی علی‌رغم کمبود منابع طبیعی و دارا بودن کمترین مساحت در میان کشورهای گروه ۲۰، یکی از اقتصادهای نیرومند دنیا تلقی می‌شود. اقتصاد کرهٔ جنوبی، چهارمین اقتصاد بزرگ آسیا و یازدهمین در دنیاست. همانند آلمان غربی و ژاپن، صنعتی‌سازی سریع از دههٔ ۱۹۶۰، کرهٔ جنوبی را به یکی از بزرگ‌ترین کشورهای صادرکننده در جهان تبدیل کرد. این کشور، هفتمین شریک بزرگ تجاری آمریکاست. کرهٔ جنوبی دومین میزان ذخایر را در میان کشورهای توسعه‌یافته داراست و همچنین ششمین ذخایر ارزهای خارجی را در جهان داراست. با وجود دارا بودن وضعیت توسعه‌یافته، کرهٔ جنوبی حرکت خود را به سوی رشد اقتصادی سریع، همراه با بیشترین میزان تولید ناخالص ملی، صادرات و تولیدات صنعتی در جهان توسعه‌یافته ادامه می‌دهد. در اکتبر سال ۲۰۰۸، صندوق بین‌المللی پول پیش‌بینی کرد که اقتصاد کرهٔ جنوبی در سال ۲۰۰۹ از کانادا و در سال ۲۰۱۱ از اسپانیا پیشی خواهد گرفت و سرانهٔ تولید ناخالص این کشور در سال ۲۰۰۹ از نیوزلند، در سال ۲۰۱۲ از ایتالیا و در سال ۲۰۱۳ از اسپانیا بیشتر خواهد شد.
در سال ۱۹۹۶ کرهٔ جنوبی عضو «سازمان همکاری اقتصادی و توسعه» (پیمانی برای رشد اقتصادی بیشتر) شد. کرهٔ جنوبی همانند بسیاری دیگر از همسایه‌های آسیایی خود، متحمل بحران اقتصادی سال ۱۹۹۷ آسیا شد؛ اما این کشور قادر گشت که دوباره برخیزد و پس از یک ترمیم سریع به رشد خود به سوی تبدیل شدن به یکی از قدرت‌های عمدهٔ اقتصادی جهان ادامه دهد.
کرهٔ جنوبی به‌واسطهٔ شرکت‌های چندملیتی با فناوری پیشرفته، مانند سامسونگ و هیوندای-کیا و ال‌جی، هفتمین صادرکنندهٔ بزرگ جهان است.

### گردشگری

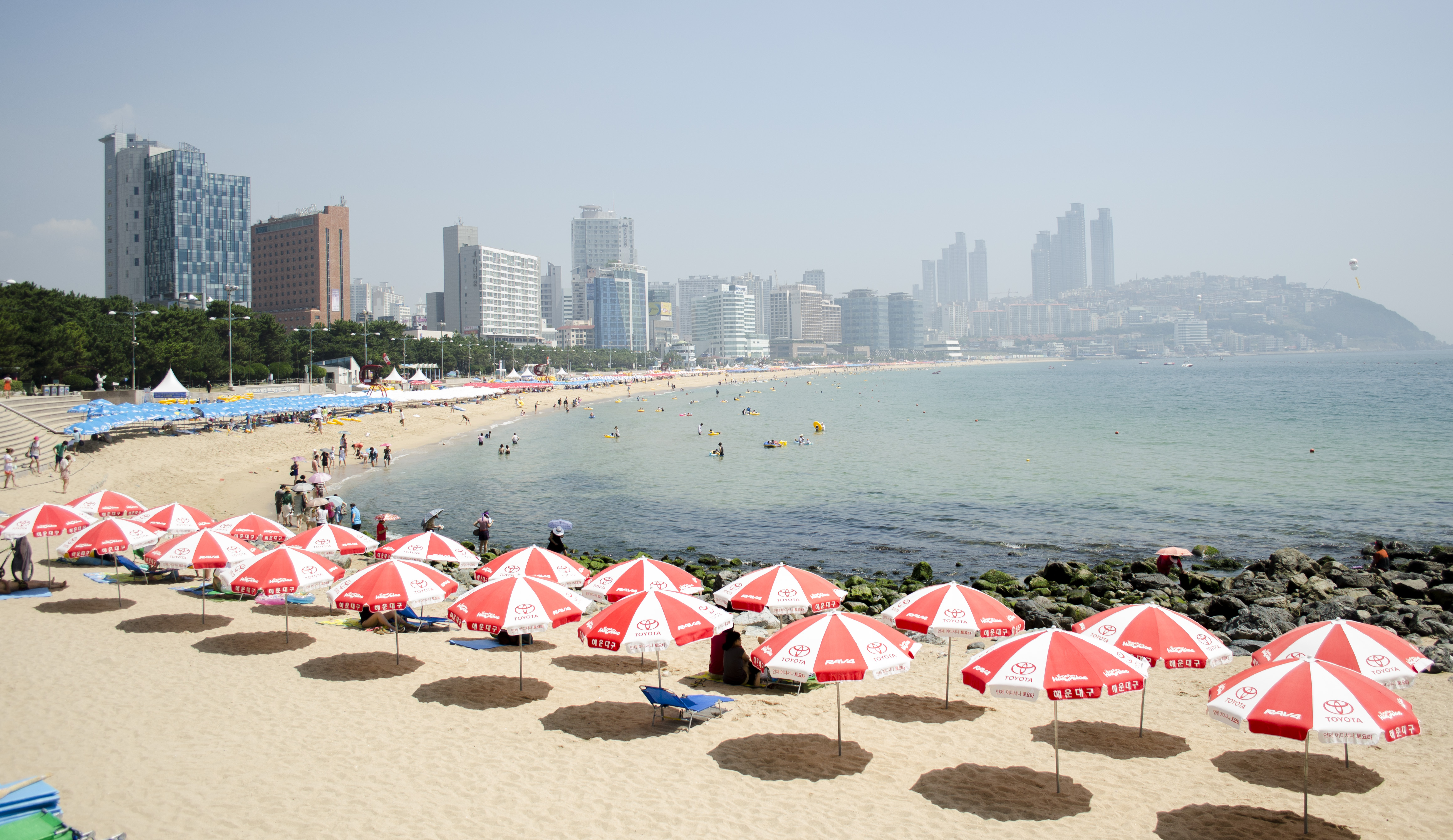
ساحل هوئندائه در بوسان

با وجود صنایع و اقتصاد صنعتی قدرتمند، بهبود گردشگری هم همواره مورد توجه کره جنوبی بوده است. در سال ۲۰۱۶ میلادی، ۱۷ میلیون گردشگر خارجی از کره جنوبی بازدید کردند که دولت بر افزایش شمار آنان، تأکید و برنامه‌های جذب گردشگر در حال گسترش هستند.

## فرهنگ
دین در کره جنوبی (سرشماری ۲۰۱۵)
طبق نتایج سرشماری سال ۲۰۱۵ بیش از نیمی از جمعیت کرهٔ جنوبی (۵۶٫۱٪) اعلام کردند که بی‌دین هستند. در یک نظرسنجی در سال ۲۰۱۲، ۵۲٪ خود را «مذهبی» اعلام کردند، ۳۱٪ گفتند «مذهبی نیستند» و ۱۵٪ خود را «آتئیست» معرفی کردند. از میان افرادی که به یک سازمان مذهبی وابسته‌اند، اکثر آنها مسیحی و بودایی هستند. طبق سرشماری سال ۲۰۱۵، ۲۷٫۶٪ درصد از جمعیت کرهٔ جنوبی مسیحی بودند (۱۹٫۷٪ درصد خود را پروتستان، ۷٫۹٪ درصد خود را کاتولیک رومی معرفی می‌کردند) و ۱۵٫۵٪ درصد نیز بودایی بودند. دین‌های دیگر شامل اسلام (۱۳۰٬۰۰۰ مسلمان، عمدتاً کارگران مهاجر از پاکستان و بنگلادش اما شامل حدود ۳۵٬۰۰۰ مسلمان کره‌ای)، فرقهٔ داخلی بودیسم وون، و انواع مختلفی از ادیان بومی، از جمله Cheondoism (یک مذهب کنفسیوسی)، Jeungsanism , Daejongism , Daesun و دیگر مذاهب می‌شود. آزادی دین بر اساس قانون اساسی تضمین شده است و هیچ نوع دین رسمی در این کشور وجود ندارد.
از سال ۱۹۴۵ که دو کره از هم جدا شدند، تغییرات فرهنگی را تجربه کرده‌اند، ولی فرهنگی مشترک داشته‌اند. از نگاه فرهنگی، شبه‌جزیرهٔ کره بخشی از همسایهٔ بزرگترش، یعنی چین بوده است. دو کره هیچ‌وقت نتوانسته‌اند از این حیث، جدا از چین باشند. در برنامه‌های فرهنگی و آموزشی، وزیران فرهنگ کرهٔ جنوبی، مردم را هم به هنر سنتی تشویق می‌کنند و هم به هنر مدرن. هنر سنتی تحت تأثیر آیین کنفسیوسی و تائوئیسم بوده است. سفالگری کره نظیر سفالگری پادشاهی چوسان، پادشاهی بکجه، بونچونگ و گوریو در عالم زبانزد است. با توجه به این که کره در تاریخش ویرانی و سازندگی زیادی را تجربه کرده، معماری این کشور از آمیزهٔ زیبای طبیعت و معماری به وجود آمده است. پشت بام کاهگلی و سامانهٔ دوبنده‌دار (شبیه هلال) و زمینی آن که توسط اوندول فرا گرفته شده و گرما داده شده است. کمال هنرشان را می‌توان در ۹ اثر به ثبت رسیده در یونسکو مشاهده کرد. موسیقی‌ کره‌ای (کی پاپ) هم در سال‌های اخیر با درخشش گروه‌ها و خواننده‌ها پیشرفت زیادی داشته است که از آن با عنوان موج کره‌ای یاد می‌شود و باعث ترویج فرهنگ این کشور در تمام دنیا شده است.

## نگارخانه

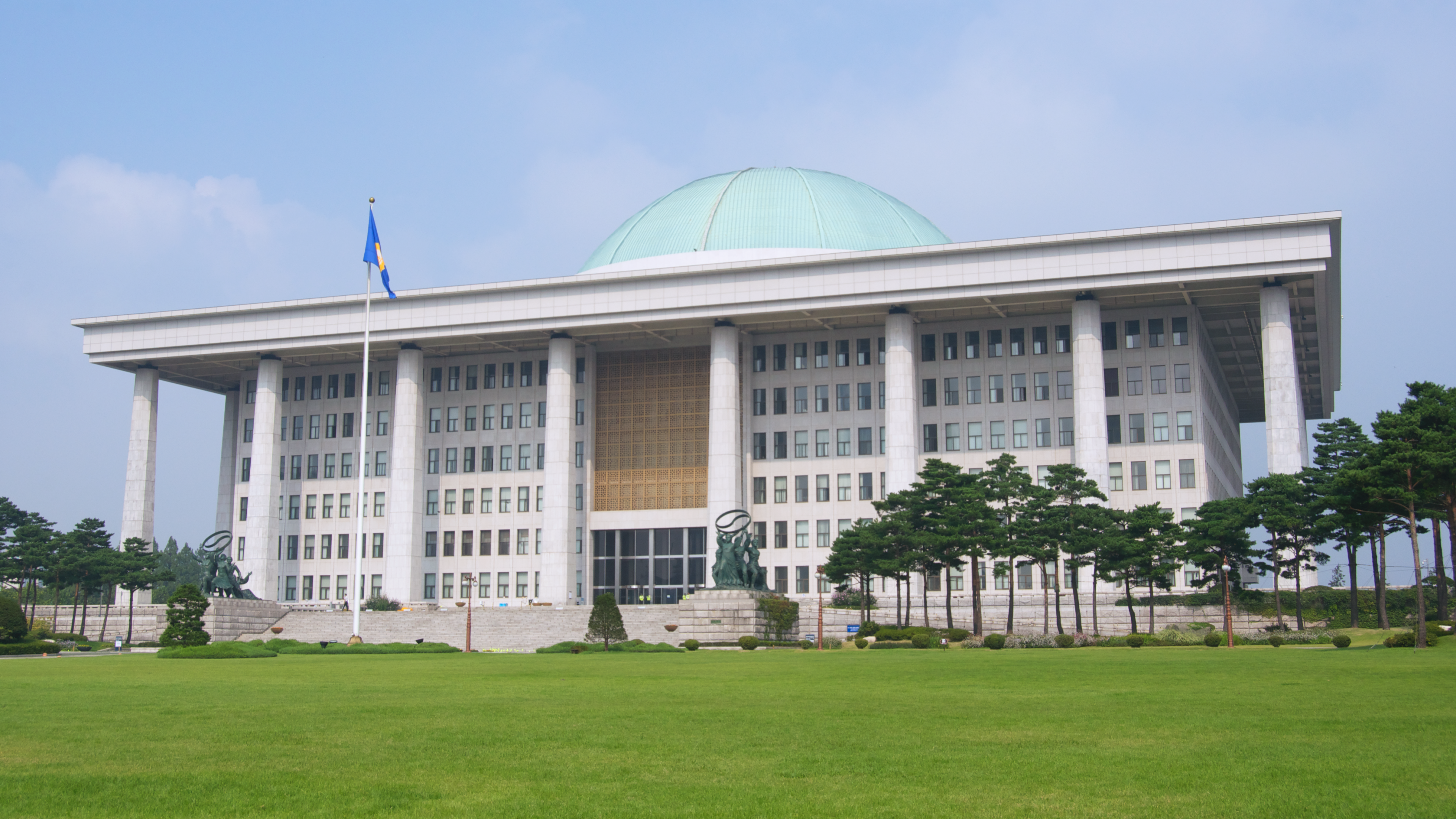
تصویری از مجلس ملی کره جنوبی
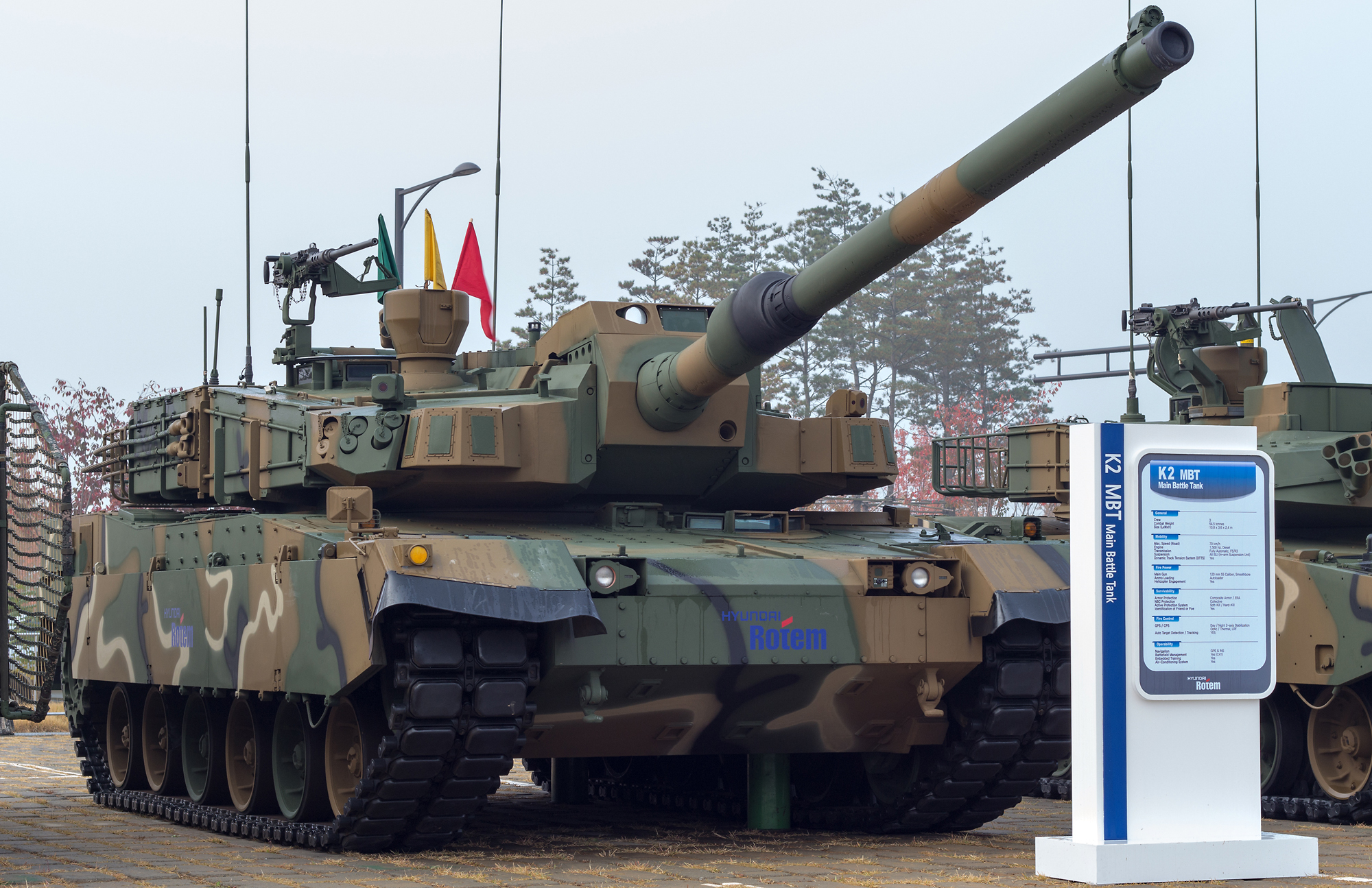
K2، یک تانک ساخت کره جنوبی، در هیوندای روتم (شرکت تولید ماشین‌های ریلی و صنایع دفاعی کشور)
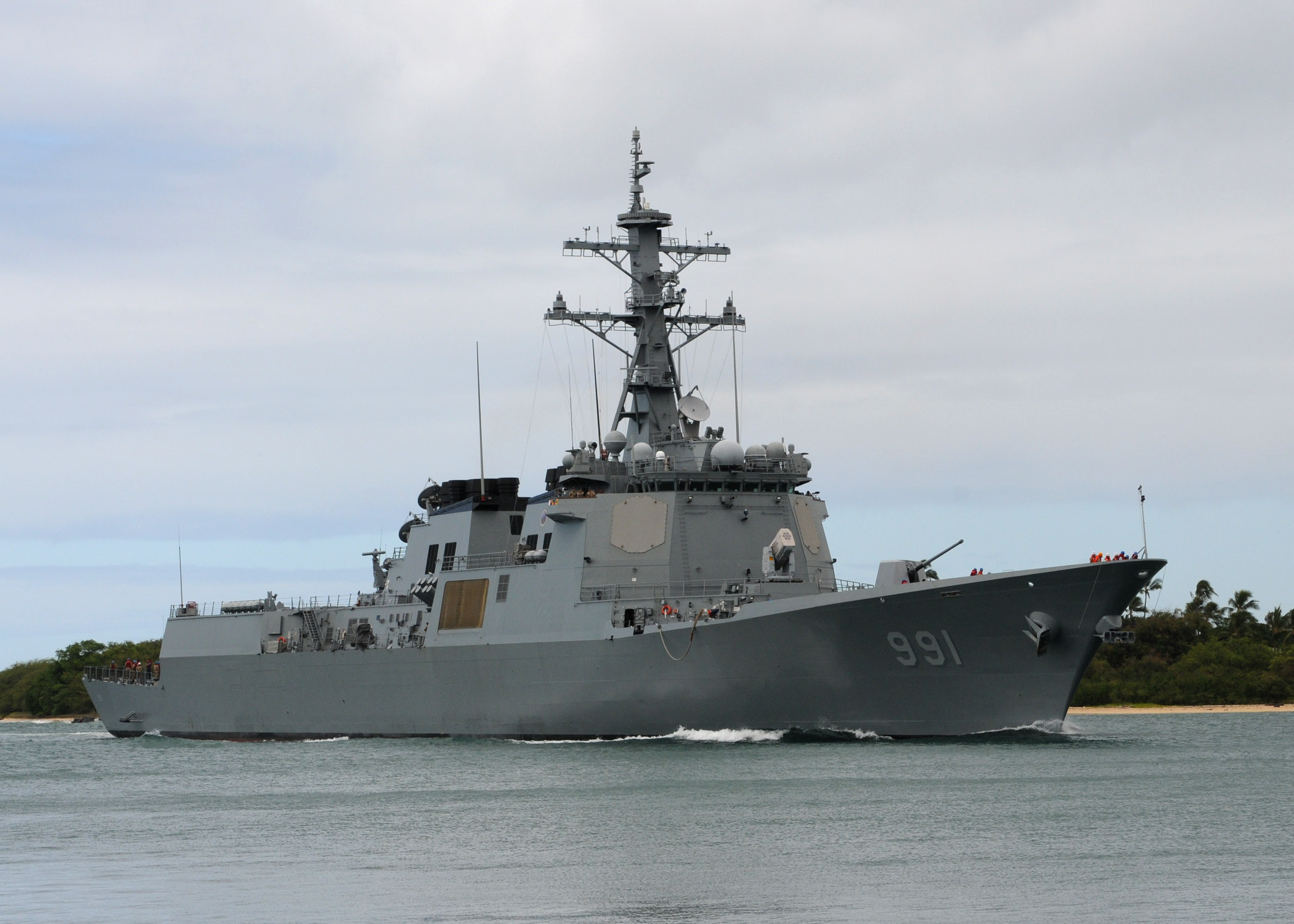
یک ناوشکن ساخت کره جنوبی که در صنایع سنگین هیوندای ساخته شده است.
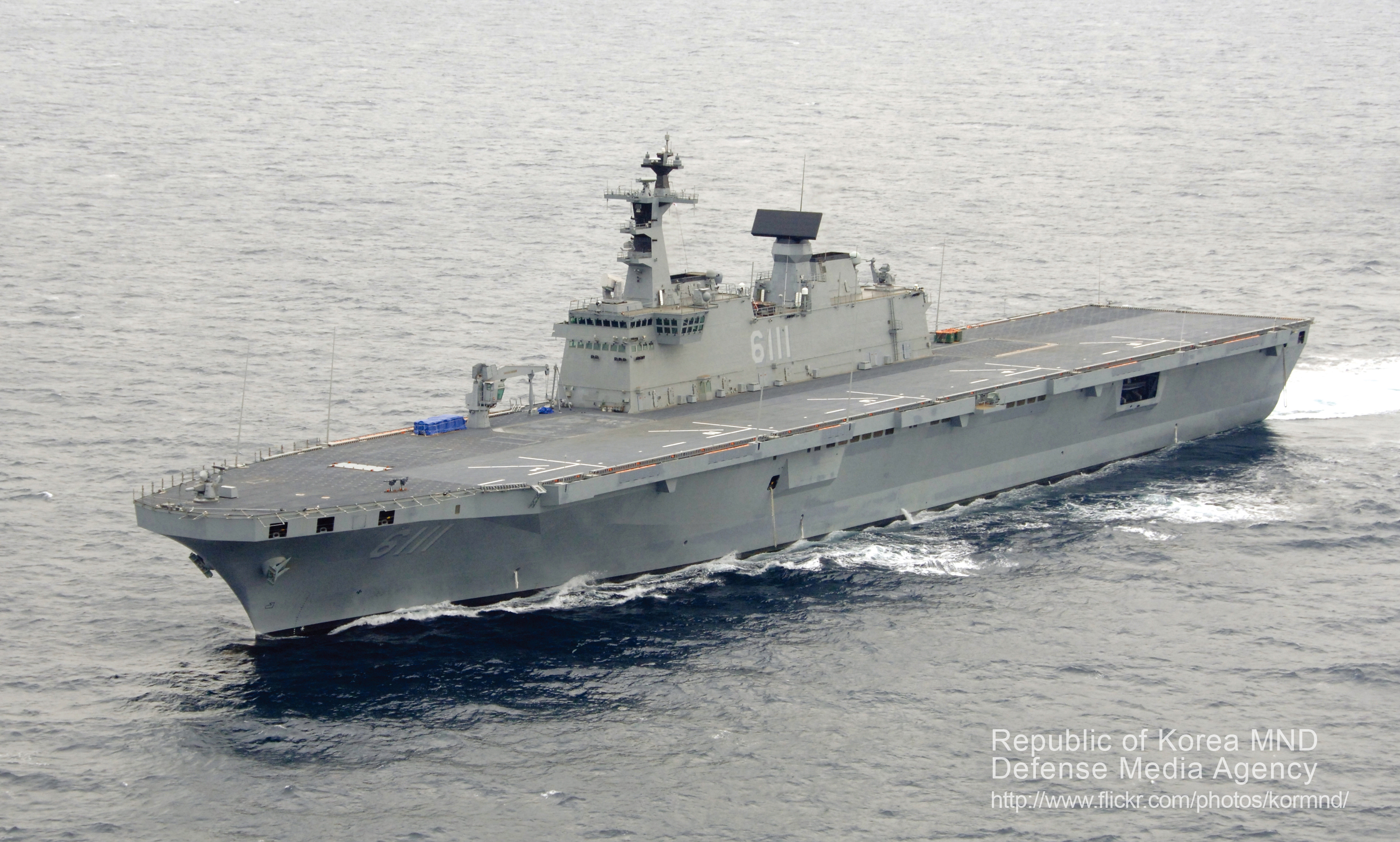
از دیگر محصولات ملی کره جنوبی که در نیروی دریایی جمهوری کره خدمت می‌کند.
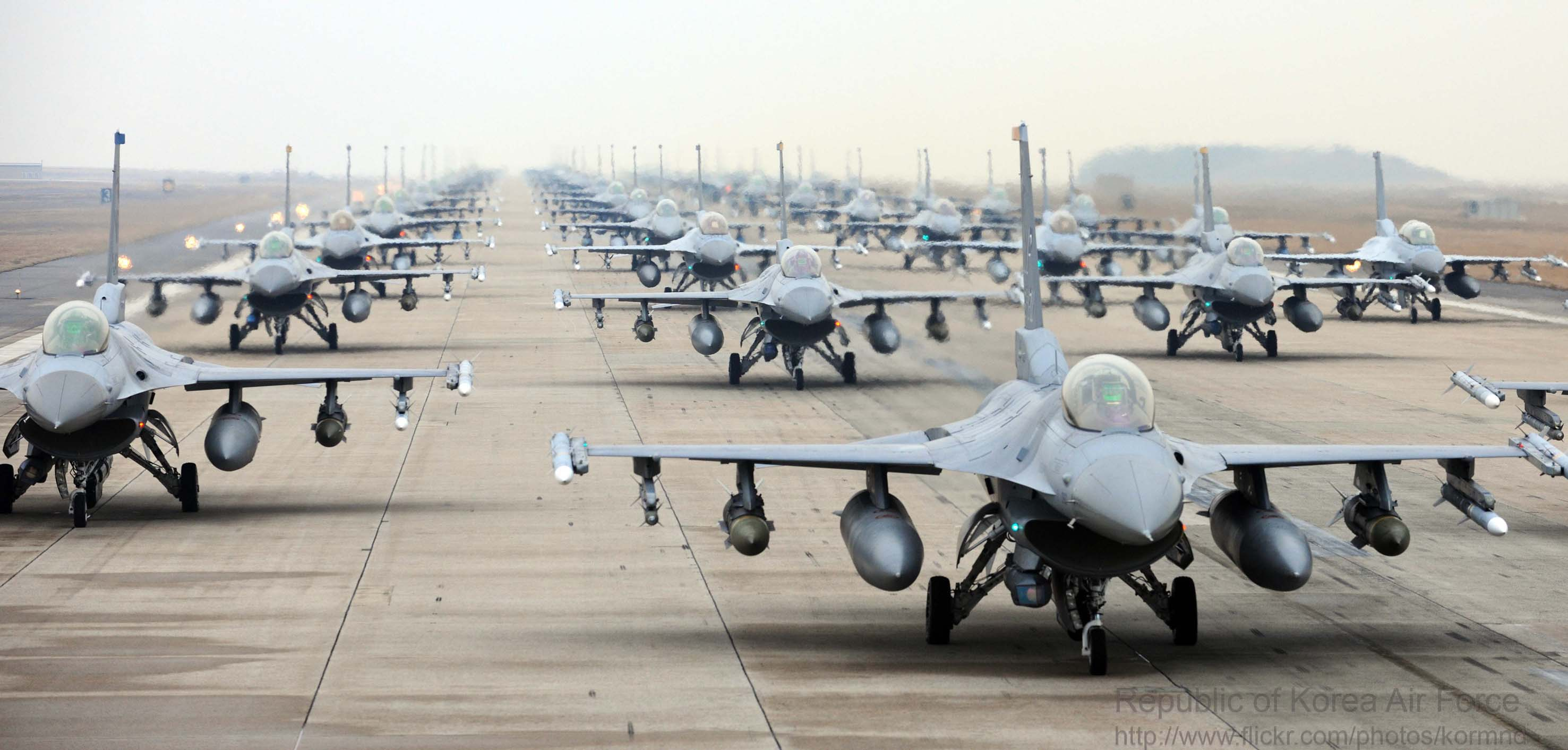
نیروی هوایی جمهوری کره با جنگنده‌های آمریکایی خود.
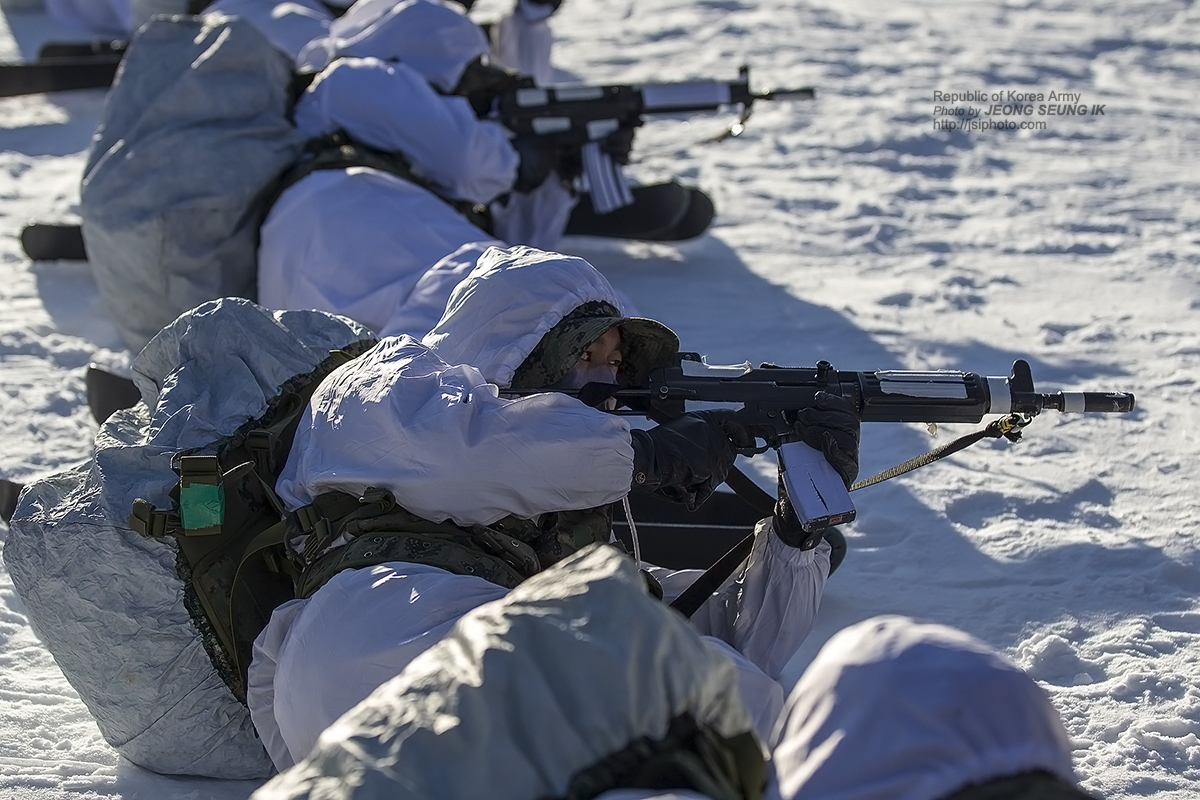
نیروی ویژه کره جنوبی، در هنگام حالت رزم